# Statistiques et records de la Jeunesse sportive de Kabylie
Cet article détaille les statistiques et les records du club de football la Jeunesse sportive de Kabylie.

## Statistiques

### Bilan de la JSK en championnat depuis l'indépendance (1962-2025)
| Championnat               | Saisons | Titres | J    | G   | N   | P   | Bp   | Bc   | Diff |
| ------------------------- | ------- | ------ | ---- | --- | --- | --- | ---- | ---- | ---- |
| Division 1 / National I   | 56      | 14     | 1709 | 777 | 494 | 438 | 2237 | 1485 | +752 |
| Division 2 / Nationale II | 1       | 1      | 22   | 12  | 7   | 3   | 39   | 13   | +26  |
| Division 3                | 5       | 1      | 130  | 65  | 39  | 26  | 212  | 131  | +81  |
| Division 4                | 1       | 1      | 18   | 13  | 3   | 2   | 50   | 15   | +35  |
| Total                     | 63      | 17     | 1879 | 867 | 543 | 469 | 2538 | 1644 | +894 |

### Finales de la JSK
| Date                                                | Équipe          | Score                       | Équipe           | Buteurs                                                           | Stade                                                                 |
| --------------------------------------------------- | --------------- | --------------------------- | ---------------- | ----------------------------------------------------------------- | --------------------------------------------------------------------- |
| Ligue des champions de la CAF                       |                 |                             |                  |                                                                   |                                                                       |
| 27 novembre 1981 13 décembre 1981                   | JE Tizi-Ouzou   | 5-0 (4-0, 1-0)              | AS Vita Club     | Bahbouh 18e 38e, Belahcène 54e, Larbès 60e (pen.) · Belahcène 49e | Stade du 1er novembre 1954, Tizi Ouzou Stade du 20 mai, Kinshasa      |
| 30 novembre 1990 22 décembre 1990                   | JE Tizi-Ouzou   | 1-1 (5-3 t.a.b.) (1-0, 0-1) | Red Devils       | Rahmouni 47e (pen.) · Bwalya                                      | Stade du 5-Juillet-1962, Alger Independence Stadium, Lusaka           |
| Coupe d'Afrique des vainqueurs de coupe (1975-2003) |                 |                             |                  |                                                                   |                                                                       |
| 25 novembre 1995 8 décembre 1995                    | Julius Berger   | 2-3 (1-1, 1-2)              | JS Kabylie       | Obo / Menad Ogi / Menad, Benchikha                                | Lagos National Stadium, Abuja Stade du 5-Juillet-1962, Alger          |
| Coupe de la CAF (1992-2003)                         |                 |                             |                  |                                                                   |                                                                       |
| 17 novembre 2000 1er décembre 2000                  | Ismaily SC      | 1-1 e (0-0, 1-1)            | JS Kabylie       | Barakat / Bendehmane                                              | Stade international du Caire, Le Caire Stade du 5-Juillet-1962, Alger |
| 10 novembre 2001 23 novembre 2001                   | Étoile du Sahel | 2-2 e (2-1, 0-1)            | JS Kabylie       | Keïta (x2) / Boubrit Zafour                                       | Stade olympique, Sousse Stade du 5-Juillet-1962, Alger                |
| 8 novembre 2002 24 novembre 2002                    | JS Kabylie      | 4-1 (4-0, 0-1)              | Tonnerre Yaoundé | Amaouche, Berguiga (x2), Driouèche Eyoum                          | Stade du 5-Juillet-1962, Alger Stade Ahmadou Ahidjo, Yaoundé          |
| Coupe de la confédération                           |                 |                             |                  |                                                                   |                                                                       |
| 10 juillet 2021                                     | Raja CA         | 2-1                         | JS Kabylie       | Rahimi, Malango / Boulahia                                        | Stade de l'Amitié, Cotonou                                            |
| Supercoupe d'Afrique (1982)                         |                 |                             |                  |                                                                   |                                                                       |
| 27 janvier 1982                                     | JS Kabylie      | 1-1 (4-3 tab)               | Union Douala     | Arezki Meghrici                                                   | Stade Félix-Houphouët-Boigny , Abidjan                                |
| Supercoupe de la CAF                                |                 |                             |                  |                                                                   |                                                                       |
| 2 mars 1996                                         | Orlando Pirates | 1-0                         | JS Kabylie       | Moeti                                                             | Ellis Park Stadium, Johannesburg                                      |
| Coupe UNAF des champions                            |                 |                             |                  |                                                                   |                                                                       |
| 13 janvier 1974                                     | JS Kabylie      | 0-2                         | Club africain    | Monceif Khouini, Ali Sreib                                        | Stade 5 juillet 1962, Alger                                           |
| Coupe d'Algérie                                     |                 |                             |                  |                                                                   |                                                                       |
| 23 avril 1977                                       | JS Kawkabi      | 2-1                         | NA Hussein Dey   | Larbes 35ʼ, Makri 37ʼ                                             | Stade du 5-Juillet-1962, Alger                                        |
| 27 avril 1979                                       | NA Hussein Dey  | 2-1                         | JS Kawkabi       | Amri 18ʼ                                                          | Stade du 5-Juillet-1962, Alger                                        |
| 3 mai 1986                                          | JE Tizi-Ouzou   | 1-0 a.p.                    | WKF Collo        | Fergani                                                           | Stade du 5-Juillet-1962, Alger                                        |
| 2 mai 1991                                          | USM Bel-Abbès   | 2-0                         | JS Kabylie       | Tlemçani, Louahla                                                 | Stade du 5-Juillet-1962, Alger                                        |
| 5 mai 1992                                          | JS Kabylie      | 1-0                         | ASO Chlef        | H.Amaouche                                                        | Stade Ahmed-Zabana, Oran                                              |
| 1er mai 1994                                        | JS Kabylie      | 1-0                         | AS Aïn M'lila    | Hadj-Adlane                                                       | Stade du 5-Juillet-1962, Alger                                        |
| 1er juillet 1999                                    | USM Alger       | 2-0                         | JS Kabylie       | Dziri, Hadj-Adlane                                                | Stade du 5-Juillet-1962, Alger                                        |
| 25 juin 2004                                        | USM Alger       | 0-0 (5-4 tab)               | JS Kabylie       | [ 15 ]                                                            | Stade du 5-Juillet-1962, Alger                                        |
| 1er mai 2011                                        | JS Kabylie      | 1-0                         | USM El Harrach   | Farès Hemitti                                                     | Stade du 5-Juillet-1962, Alger                                        |
| 1er mai 2014                                        | MC Alger        | 1-1 (5-4 tab)               | JS Kabylie       | Ali Rial/ Ali Rial (csc)                                          | Stade du 5-Juillet-1962, Alger                                        |
| 1er mai 2018                                        | USM Bel-Abbès   | 2-1                         | JS Kabylie       | Hamza Belahouel (×2) / Adel Djerrar                               | Stade du 5-Juillet-1962, Alger                                        |
| Super Division 1998-1999                            |                 |                             |                  |                                                                   |                                                                       |
| 30 Mai 1999                                         | MC Alger        | 1 - 0 ap                    | JS Kabylie       | Hamid Rahmouni                                                    | Stade Ahmed Zabana, Oran                                              |
| Coupe de la Ligue                                   |                 |                             |                  |                                                                   |                                                                       |
| 10 août 2021                                        | JS Kabylie      | 2 - 2 ap (4-1 tab)          | NC Magra         | Koceila Boualia, Ali Haroun/Demane, Korichi                       | Stade du 5-Juillet-1962, Alger                                        |
| Supercoupe d'Algérie                                |                 |                             |                  |                                                                   |                                                                       |
| 22 octobre 1992                                     | JS Kabylie      | 2 - 2 ap (6-5 tab)          | MC Oran          | Hadj-Adlane 21e 66e                                               | Stade du 5-Juillet-1962, Alger                                        |
| 1er novembre 1994                                   | US Chaouia      | 1-0                         | JS Kabylie       | Belhadi (54e)                                                     | Stade du 5-Juillet-1962, Alger                                        |
| 29 septembre 1995                                   | CR Belouizdad   | 1-0                         | JS Kabylie       | Mounir Dob (18e)                                                  | Stade du 5-Juillet-1962, Alger                                        |
| 1er novembre 2006                                   | MC Alger        | 2-1                         | JS Kabylie       | Bouguèche, Belkaid / Douicher                                     | Stade du 5-Juillet-1962, Alger                                        |
| Trophée des champions (1973)                        |                 |                             |                  |                                                                   |                                                                       |
| 12 septembre 1973                                   | MC Alger        | 2 - 3                       | JS Kabylie       | Derridj, Amri, Anane                                              | Stade du 5-Juillet-1962, Alger                                        |

## Records de joueurs

### Records de l'histoire du club
| Record                                                                | Joueur                               | Record      | Saison(s)              |
| --------------------------------------------------------------------- | ------------------------------------ | ----------- | ---------------------- |
| Meilleur buteur en compétitions officielles (carrière à la JSK)       | Nacer Bouiche                        | 137 buts    | 1983-1990              |
| Meilleur buteur en D1 (carrière à la JSK)                             | Nacer Bouiche                        | 113 buts    | 1983-1990              |
| Meilleur buteur en coupe d'Algérie (carrière à la JSK)                | Nacer Bouiche                        | 13 buts     | 1983-1990              |
| Meilleur buteur en coupes d'Afrique (carrière à la JSK)               | Nacer Bouiche                        | 11 buts     | 1983-1990              |
| Meilleur buteur en compétitions officielles (sur une saison à la JSK) | Nacer Bouiche                        | 46 buts     | 1985-1986              |
| Meilleur buteur en D1 (sur une saison à la JSK)                       | Nacer Bouiche                        | 36 buts     | 1985-1986              |
| Meilleur buteur en coupe d'Algérie (sur une saison à la JSK)          | Mokrane Baïleche et Nacer Bouiche    | 6 buts      | 1976-1977 et 1985-1986 |
| Meilleur buteur en coupes d'Afrique (sur une saison à la JSK)         | Cheikh Oumar Dabo                    | 9 buts      | 2006-2007              |
| Matches disputés en compétitions officielles (carrière à la JSK)      | Mouloud Iboud                        | 470 matches | 1970-1984              |
| Matches disputés en D1                                                | Mouloud Iboud                        | 424 matches | 1970-1984              |
| Matches disputés en coupes d'Afrique (carrière à la JSK)              | Dahmane Haffaf                       | 50 matches  | 1977-1993              |
| Transfert record (vente)                                              | Cheikh Oumar Dabo (vers Le Havre AC) | 1,2 M€      | été 2007               |
| Transfert record (achat)                                              | Noureddine Daham (de l'ASM Oran)     | 140 000 €   | été 2002               |

## Records du club
Tous les grands clubs qui ont une histoire ont également un palmarès. Ce qui forge la légende d'un club mythique, ce n'est pas tant le nombre de titres remportés ou manqués mais plutôt la manière dont il les gagne. Ces prouesses peuvent susciter l'envie ou l'admiration des autres clubs de son championnat, et à ce titre il faut évoquer les records qui forgèrent sa légende.

### Premières du club
- Premier match officiel– v. Bouira AC, à domicile, le 13 octobre 1946 (victoire 1-0)
- Premier match de Coupe d'Algérie – v. ES Setif, terrain neutre, 32es de finale, 14 janvier 1963 (défaite 2-3)
- Premier match de 1re division – v. ES Guelma, à l'extérieur, en 1969 (nul 2-2)
- Premier match de 2e division – v. AS Aïn M'lila, à domicile, en 1968 (victoire 2-0)
- Premier match africain – v. Al Tahaddy Benghazi, 1/8e de finale de la Coupe d'Afrique des clubs champions, à domicile en 1978 (victoire 1-0)
- Premier match de Coupe d'Afrique des clubs champions – v. Al Tahaddy Benghazi, 1/8e de finale aller, à domicile en 1978 (victoire 1-0)
- Premier match de Coupe d'Afrique des vainqueurs de coupe – v. ASC Snim, 1/16e de finale aller, à domicile en 1993 (victoire 8-1)
- Premier match de Coupe de la CAF – v. TP Mazembe, 2e tour aller, à domicile en 2000 (victoire 5-0).

### Championnat d'Algérie
- La JS Kabylie n'a pas participé à la première édition du Championnat d'Algérie en 1962-1963, mais est promu lors de la saison 1969-1970. Il est d'ailleurs le seul club algérien à ne jamais avoir connu la relégation.
- Les kabyles détiennent le record du plus grand nombre de buts inscrits en une saison de championnat avec 98 buts lors de la saison 1985-1986.
- La JS Kabylie codétient le record de la plus large victoire en championnat, avec l'USM Alger avec un score de 11-0, face au JHD Alger, réalisé durant la 1985-1986. Les Algérois ont pour leur part battu sur ce score l'ASM Oran.
- La JS Kabylie détient le record du plus grand nombre de points engrangés en une saison a domicile lors de la saison 1985-1986; 19 victoires sur 19 matches (57 points sur 57 possibles).
- La JSK détient le record du plus grand nombre de titres de champions d'Algérie avec 14 titres.
- La JS Kabylie détient le record du plus grand nombre de podiums avec 32 podiums.
- La JSK détient aussi le record du plus grand nombre de doublés en championnat d'Algérie avec 4 doublés.
- La JSK détient le plus grand nombre de soulier d'or algérien avec 12 lauréats.
- Nacer Bouiche détient le plus grand nombre de buts sur une saison avec 36 unités lors de la saison 1985-1986.

### Coupe d'Algérie
- La JSK est la 5e équipe quant au nombre de coupes d'Algérie avec 5 coupes.
- La JSK est la 2e équipe quant au nombre de finales de coupes d'Algérie avec 11 finales.
- La JS Kabylie est le premier club kabyle à gagner la Coupe d'Algérie en 1977.

### Coupe de la Ligue
- La JS Kabylie est co-recordman de la compétition avec un titre.
- La JS Kabylie est le seul club kabyle a gagné la Coupe de la Ligue en 2021.

### Supercoupe d'Algérie
- La JS Kabylie est le seul club kabyle à gagner la Supercoupe d'Algérie en 1992.

### Compétitions internationales

#### Compétitions africaines
- La JS Kabylie est l'un des clubs les plus titrés d'Afrique, avec 2 C1, 1 C2, 3 C3 et 1 Supercoupe. Ce qui lui permet d'accrocher sept étoiles sur son emblème.
- Les canaris sont les plus expérimentés de C1 africaine en Algérie avec 17 participations (entre 1978 et 2023), et 122 matchs pour le moment.
- La JS Kabylie ne s'est jamais incliné en finale de C1 africaine.
- La JSK et l'ESS sont les seuls clubs algérien à réaliser deux fois le doublé Ligue des champions de la CAF-Championnat.
- La JSK est le premier club algérien vainqueur de la Coupe de la CAF/Coupe de la confédération.
- Le club kabyle est le deuxième club algérien à avoir gagné la Ligue des champions de la CAF après le MC Alger.
- La JSK est le premier club algérien à gagner deux fois la Ligue des champions de la CAF.
- La JS Kabylie est le seul club algérien à avoir gagné la Coupe d'Afrique des vainqueurs de coupe.
- La JSK est le premier club au monde à avoir réussi un coup de chapeau en gagnant la C3 continentale trois fois d'affilée.
- La JSK est le premier club algérien et africain à gagner la Supercoupe d'Afrique au Tournoi de la Fraternité de 1982.
- Le club kabyle est le club algérien le plus expérimenté en compétitions africaines avec 30 participations africaines toutes compétitions confondues (17 C1, 2 C2, 9 C3 et 2 Supercoupe) et 213 rencontres (122 C1, 14 C2, 75 C3 et 2 Supercoupe).

#### Compétitions arabes
- La JSK est la meilleure équipe algérienne en C1 arabe avec trois demi-finales dont deux 3e place en 1987 et 1989.
- La JSK a fini 3e lors de ses trois participations.

#### Compétitions maghrébines et nord-africaines
- La JSK a atteint une fois la finale de la C1 maghrébine en 1974, lors de sa seule participation à cette épreuve[21].
- La JS Kabylie n'a jamais gagné un match lors des compétitions maghrébines et nord-africaines.

### Matches et saisons records
| - Division I - JHD Alger : 11-0 (25e journée 1985-1986) - Coupe d'Algérie - US Mirabeau : 8-1 (12 février 1970) - Coupes d'Afrique - ASC Snim : 8-1 (1/16e de finale, Coupe d'Afrique des vainqueurs de coupe 1993) - Coupes d'Afrique du Nord et du Maghreb - Aucune victoire - Coupes arabes - Shabab Rafah : 4-0 (Phase des poules de la C1 arabe 1994) |

| - Le plus de points en une saison de Division I : 98 (1985-1986, 38 matchs) - Le moins de points en une saison de Division I : 40 (1997-1998, 14 matchs) - Victoires en une saison de Division I Le plus: 27 (1985-1986, 38 matchs) Le moins: 6 (1997-1998, 14 matchs) - Défaites en une saison de Division I Le moins: 1 (1967-1968, 21 matchs) Le plus: 13 (1996-1997, 30 matchs) - Matchs nuls en une saison de Division I Le plus: 14 (2008-2009, 32 matchs) Le moins: 2 (1967-1968, 21 matchs) |

| - Division I - CR Belouizdad : 7-1 (17 mai 2011) - Coupe d'Algérie - USM Alger : 4-1 (15 juin 2007) - Coupes d'Afrique - Africa Sports National : 0-4 (1/4 de finale de la Coupe d'Afrique des vainqueurs de coupe 1993) - Coupes d'Afrique du Nord et du Maghreb - Club Africain : 0-2 (Finale de la C1 maghrébine 1974) - Coupes arabes - Al Rasheed : 0-4 (Demi-finale de la C1 arabe 1987) |

| - But le plus rapide de l'histoire 14 secondes: Nacer Bouiche contre l'ES Tunis, le 6 juillet (Coupe d'Afrique des clubs champions 1986) - Buts marqués en une saison de Division I Le plus: 89 (1985-1986, 38 matches) Le moins: 14 (1997-1998, 14 matches) - Buts encaissés en une saison de Division I Le moins: 21 (1997-1998 et 1967-1968, 14 et 21 matches) Le plus: 42 (1971-1972, 30 matches) - Différence de buts en une saison de Division I La meilleure: +67 (1985-1986, 38 matches) La pire: -7 (1970-1971, 22 matches) |